# Veenendaal-Veenendaal 1996
La Veenendaal-Veenendaal 1996, undicesima edizione della corsa, si svolse il 18 aprile su un percorso con partenza e arrivo a Veenendaal. Fu vinta dal belga Andrei Tchmil della squadra Lotto-Isoglass davanti al lettone Arvis Piziks e all'altro belga Johan Capiot.

## Ordine d'arrivo (Top 10)
| Pos. | Corridore        | Squadra               | Tempo    |
| ---- | ---------------- | --------------------- | -------- |
| 1    | Andrei Tchmil    | Lotto-Isoglass        | 5h07'44" |
| 2    | Arvis Piziks     | Rabobank              | a 15"    |
| 3    | Johan Capiot     | Collstrop-Lystex      | s.t.     |
| 4    | Steffen Wesemann | Team Deutsche Telekom | a 32"    |
| 5    | Niko Eeckhout    | Collstrop-Lystex      | s.t.     |
| 6    | Serhij Ušakov    | Team Polti            | s.t.     |
| 7    | Wiebren Veenstra | Foreldorado-Golff     | s.t.     |
| 8    | Léon van Bon     | Rabobank              | s.t.     |
| 9    | Bart Leysen      | Mapei-GB              | s.t.     |
| 10   | Gérard Rué       | Gan                   | s.t.     |